# Савва. Сердце воина
«Савва. Сердце воина» — российский мультфильм 2015 года, созданный композитором и продюсером Максимом Фадеевым, в честь 18-летия своего сына Саввы.
Во французском переводе называется «Невероятная судьба Саввы» (фр. L'incroyable destin de Savva).

## Сюжет
В маленькой деревушке молодому мальчику по имени Савва рассказывают историю о белых Волках, которые защищали людей на протяжении тысячелетий. Но когда волки повернулись против людей, могущественный маг превратил их всех в чудовищ.
На деревню нападают гиены, которые объявляют, что жители деревни будут проданы в рабство. Савва вынужден бежать, и его спасает белый волк по имени Анга. Он предлагает отвести Савву к волшебнику, знающего воина, который может спасти деревню, хотя им придется пройти мимо Мамы Жози, трехголовой королевы обезьян. Они наткнулись на маленькое розовое существо по имени Пусик, которое утверждает, что он — заколдованный принц, ищущий мага, чтобы вернуть его в прежний вид. Они также спасают уродливого человека по имени Фафл, который также утверждает, что он — заколдованный принц, некогда красивый полубарон, который отверг любовь ведьмы и был проклят уродством, а также страдает от присутствия Короля комаров, так как не могут договориться о чем-то, гордость Фафла не позволяет ему это сделать. Мама Жози узнает о группе и приказывает своим шпионам следовать за ними.
Пусика похищают туземцы, которые живут в близлежащем болоте, считая его своим богом, Макатунгой. Племя также захватывает Савву, Ангу и Фафла, за которыми следили шпионы мамы Жози и воины, известные как Рики. Савва, Анга и Фафл встречают вождя племени, шамана Шиша и его внучку Нанти, которая влюбляется в Савву. Шаман Шиша ранее использовал свою магию вуду, чтобы частично разрушить проклятие Анги, позволив ему снова стать белым волком. Шаман говорит Савве, что племя намерено помочь Макатунге вернуться на небеса, хотя это потребует смерти Пусика. Савва спасает его, но за ними следует Нанти, которая присоединяется к ним.
Ночью Нанти видит, что Анга превратился в Рики. Савва обвиняет Ангу во лжи и заставляет его уйти, но тут же похищается другим Рики по приказу отца Анги. Мама Жози узнает от своих шпионов, что Рики на самом деле - белые волки, и объявляет им войну, чтобы предотвратить возвращение белых волков.
Анга ссорится с отцом, который не хочет становиться белым волком и отказывается им помочь, но отпускает Савву. После воссоединения с Нанти, Фафлом и Пусиком Анга объясняет, что его отец, будучи голодным, напал на человека, заставив тем самым каждого белого волка превратиться в Рики и, поскольку белые волки считали себя могущественными, они были прокляты, чтобы бояться самого маленького животного в лесу - комара, чей укус может убить Рики.
По мере приближения армии обезьян к ним присоединяются туземцы и Рики, посланные отцом Анги после того, как он узнал, что обезьяны объявили войну. Во время сражения мама Жози приказывает рою комаров убить Рики. Поскольку Король — единственный, кто может их остановить, Фафл вынужден согласиться с ним, и они наконец разделяются. С Королем во главе комары атакуют обезьян. Савва и остальные идут в дом Волшебника. Волшебник, который на самом деле — маленькая девочка, исполняет все желания. Фафл возвращается к своему первоначальному облику и получает титул полного барона. Анга и Рики снова становятся белыми волками. Пусик, который на самом деле не был заколдованным принцем, ничего не желает, поскольку у него теперь есть друзья. Савва направляется в другую комнату, чтобы найти воина, но вместо этого находит зеркало. Понимая, что он нашел воина, Савва возвращается в родную деревню и побеждает лидера гиен, который обещает никогда не атаковать деревню снова.
Анга прощается с Саввой, так как он — новый лидер белых волков. Фафл, уставший от своей прежней жизни, решает продолжить путешествие по миру с Пусиком. Нанти остается в деревне с Саввой, который расстроен тем, что больше никогда не увидит Ангу. Однако Анга, не намеревавшийся уходить навсегда, возвращается в деревню и воссоединияется с Саввой.

## Роли озвучивали
- Максим Чихачёв — Савва
- Константин Хабенский — Анга
- Фёдор Бондарчук — Гиена Эльза
- Армен Джигарханян — Шаман Ши-Ша
- Григорий Лепс — Царь комаров
- Сергей Шнуров — Обезьяны
- Михаил Галустян — Полубарон Фафл
- Лолита Милявская — Мама ЖоЗи
- Наталья Чистякова-Ионова — Пусик
- Юлия Савичева — Нанти
- Мария Кожевникова — Мама Саввы
- Николай Басков — Рыжий Ум
- Леонид Барац — Обезьяны
- Сергей Гармаш — Моран
- Игорь Верник — Шантагар
- Лидия Чистякова-Ионова — Волшебница

## Критика
| Оценки критиков | Оценки критиков |
| Источник        | Оценка |
| --------------- | --- |
| IMDb            | 4,3 из 10 звёзд · 4,3 из 10 звёзд · 4,3 из 10 звёзд · 4,3 из 10 звёзд · 4,3 из 10 звёзд · 4,3 из 10 звёзд · 4,3 из 10 звёзд · 4,3 из 10 звёзд · 4,3 из 10 звёзд · 4,3 из 10 звёзд |
| Kinopoisk.ru    | 5 из 10 звёзд · 5 из 10 звёзд · 5 из 10 звёзд · 5 из 10 звёзд · 5 из 10 звёзд · 5 из 10 звёзд · 5 из 10 звёзд · 5 из 10 звёзд · 5 из 10 звёзд · 5 из 10 звёзд                     |
| afisha.ru       | 4,2 из 5 звёзд · 4,2 из 5 звёзд · 4,2 из 5 звёзд · 4,2 из 5 звёзд · 4,2 из 5 звёзд                                                                                                |
| kinoafisha.ua   | 6,4 из 10 звёзд · 6,4 из 10 звёзд · 6,4 из 10 звёзд · 6,4 из 10 звёзд · 6,4 из 10 звёзд · 6,4 из 10 звёзд · 6,4 из 10 звёзд · 6,4 из 10 звёзд · 6,4 из 10 звёзд · 6,4 из 10 звёзд |

Мультфильм получил смешанные отзывы критиков — на IMDb он получил 4,3 балла из десяти, причём оценка значительно снизилась по сравнению с исходными впечатлениями; на Кинопоиске — 5/10. Однако такие сайты, как afisha.ru, kinoff.org, kinoafisha.ua и MojFilm.hr поставили мультфильму более высокую оценку — 4,2/5; 8,4/10; 6,4/10; и 6/10 соответственно. В отрицательных отзывах критики отмечают штампованный и сплагиаченный сюжет, картонных (то есть клишированных) персонажей и несоответствия музыки происходящему действию.